# Sariwŏn
Sariwŏn (kor. 사리원) – miasto w Korei Północnej, w dolinie rzeki Cerjong-gang, na południe od Pjongjangu, ośrodek administracyjny prowincji Hwanghae Północne. Około 308 tys. mieszkańców.
W mieście rozwinął się przemysł maszynowy, spożywczy oraz włókienniczy.

## Miasta partnerskie
- Székesfehérvár